# Sierraville
Sierraville est une census-designated place du comté de Sierra, dans l'État de Californie, aux États-Unis,. En 2020, elle compte une population de 239 habitants.